# قصيدة ترجمة شيطان

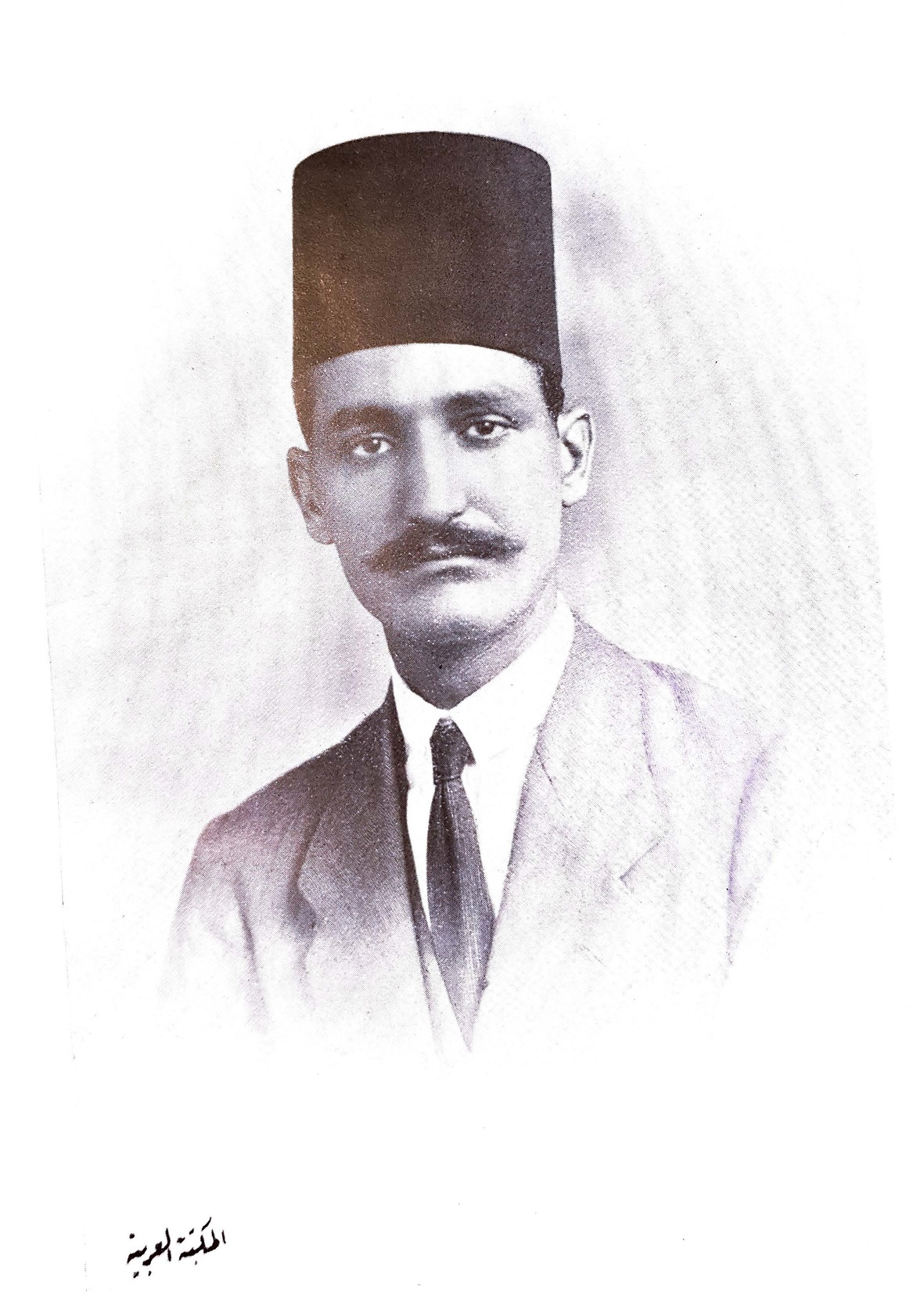
عباس محمود العقاد - فترة الشباب

قصيدة ترجمة شيطان، هي قصيدة للشاعر والأديب والمفكر المصري عباس محمود العقاد، نظمها في اعقاب الحرب العالمية الأولى، وقال في تقديمه لها وكأنها «لفحة من نار الحرب وغيمة من دخانها» وقد ضمنها العقاد ديوانه الثالث «أشباح الأصيل» سنة 1921 وهي قصيدة تزيد عن ثلاثمئة بيت شعر وقد صور فيها حياة الشيطان فيقول، وقد نشرت أيضا في ديوان شعره بعنوان «ديوان من الدواوين».

## موضوع القصيدة
يدور موضوع القصيدة حول سيرة شيطان كفر بالشر بعد أن فتن الخلق بصورة الحق، وإن شيطانًا يكفر بالشر لأشقى من ملك يكفر بالخير؛ لأن الملك بعد الكفران بالخير قد يجرب الشر فيرى للحياة معنى في هذه التجربة، ولكن الشيطان الذي يزيف الحق بيديه، ثم يكفر بالشر يخبط في حياة ليس لها معنى على الحالين، ويمضي غير حافل بالخلق محقين أو مبطلين، وغير مكترث لهم ولا لنفسه في هداية ولا ضلالة.

## قيل عن القصيدة
أشاد بقصيدة ترجمة شيطان كثير من الأدباء والنقاد والمفكرين مثل طه حسين وقال بإنه لم يقرأ مثلها لشاعر في أوروبا القديمة وأوروبا الحديثة، ويومها قال طه حسين: «ضعوا لواء الشعر في يد العقاد وقولوا للأدباء والشعراء أسرعوا واستظلوا بهذا اللواء فقد رفعه لكم صاحبه». وقال عنها الدكتور زكي نجيب في كتابه «مع الشعراء»: «ترجمة شيطان للعقاد علامة بارزة في شعرنا الحديث، فهي تتجاوز النطاق "المحلي" إلى نطاق "إنساني" رحب ولعلها لا تقل أهمية عن قصيدة ت.س.اليوت "الأرض اليباب" أو غيرها من الأعمال الإنسانية الخالدة، ولست أشك لحظة واحدة في أنه لو كانت هذه القصيدة قد نُظمت بالإنجليزية أو الفرنسية واتخذت موضعها من تاريخ الأدب الأوربي لما ذكرت تلك الآثار بما بينها من طابع مشترك إلا وتذكر في طليعتها قصيدة "العقاد" لأنها منطبعة بالطابع نفسه عسرا وعمقا واتساعا وانطوائية تزدري أن تتوجه بالخطاب إلى عامة القراء فهي وحيدة نوعها في الشعر العربي كله، وهي آية فريدة تستطيع أن تجمع حولها خيوط عصرها، كما هي الحال دائما بالنسبة إلى الآثار الأدبية الكبرى، فانظر كم قيل عن "يولسيز" وما دار حولها وحول "الأرض اليباب" في أدب العصر، فهكذا كان ينبغي أن يكون الأمر بالنسبة إلى قصيدة العقاد "ترجمة الشيطان" لو أن حركة النقد عندنا سارت عن بصيرة وعن هدى».